# Tony Rombola
Tony Rombola (* 24. listopadu 1964) je kytarista americké heavy metalové kapely Godsmack. Je časopisem Guitar World označen za jediného kytaristu, který si udržel originální kytarový styl (a kytarová sóla) v nu metalové éře, čímž si vysloužil respekt a obdiv celého kytarového průmyslu. Založil také sólový projekt Another Animal.
Rombola začal hrát na kytaru ve svých jedenácti letech jako samouk. První písně, které dokázal zahrát, pocházely od kapely Black Sabbath. Později si velmi oblíbil hudbu na albech Led Zeppelin III, 2112 a We Sold Our Soul for Rock 'n' Roll. Za celý svůj život nebyl ani na jediné kytarové lekci, učil se ze svých oblíbených CD a z magazínů typu Guitar World. Sully Erna potkal Rombolu na jednom malém vystoupení, kde hrál cover verze písní od Alice in Chains a Rage Against the Machine.
Má manželku Sue a tři nevlastní děti. Je rovněž známý pro svou oblibu ve videohrách a golfu.

## Diskografie
Godsmack
- 1998: Godsmack
- 2000: Awake
- 2003: Faceless
- 2004: The Other Side
- 2006: IV
- 2007: Good Times, Bad Times... Ten Years of Godsmack
- 2010: The Oracle

Another Animal
- 2007: Another Animal